# Întregalde (film)
Întregalde este un film românesc din 2021 regizat de Radu Muntean. Scenariul filmului este scris de către Răzvan Rădulescu, Alexandru Baciu și Radu Muntean. Filmul va avea premiera mondială la Festivalul Internațional de Film de la Cannes, la secțiunea „Quinzaine des Réalisateurs”. Este cel de-al șaptelea lungmetraj regizat de Radu Muntean.

## Prezentare
Filmul prezintă aventurile a trei prieteni, membri ai unui ONG, care pleacă în munții Apuseni ca să-i ajute pe locuitorii satului izolat numit Întregalde. Acolo, cei trei sunt solicitați să îl ajute pe un bătrân să ajungă la gaterul care îi aparținea. După o călătorie anevoioasă pe drumuri neasfaltate, mașina blocându-se într-un șanț, grupul ajunge la gater care însă era abandonat. Neavând posibilitatea de a se mai întoarce, cei trei prieteni sunt nevoiți să înnopteze alături de bătrânul senil și au astfel șansa să analizeze mai bine ideile proprii despre empatie și generozitate.

## Distribuție
- Maria Popistașu în rolul Maria
- Ilona Brezoianu în rolul Ilinca
- Alex Bogdan în rolul Dan
- Cuzin Toma în rolul Cârjan
- Luca Sabin în rolul Kente
- Radu Muntean în rolul Radu

## Producția
Filmările au fost realizate în județul Alba în noiembrie-decembrie 2020, adică în plină pandemie de COVID-19.

## Premii
Filmul a fost prezentat la cea de a 33-a ediție a Festivalului de Film de la Trieste, unde filmul a primit Marele premiu. Juriul, format din Edvinas Pukšta, Dubravka Lakić și Emanuela Martini a considerat filmul ca fiind: "Cel mai imprevizibil film al competiției".